# Ringwall Kuhardt
Der Ringwall Kuhardt ist eine abgegangene kleine Wallanlage (Höhenburg) auf dem Gipfel des Berges Kuhardt westlich des Usinger Ortsteils Kransberg im Taunus.

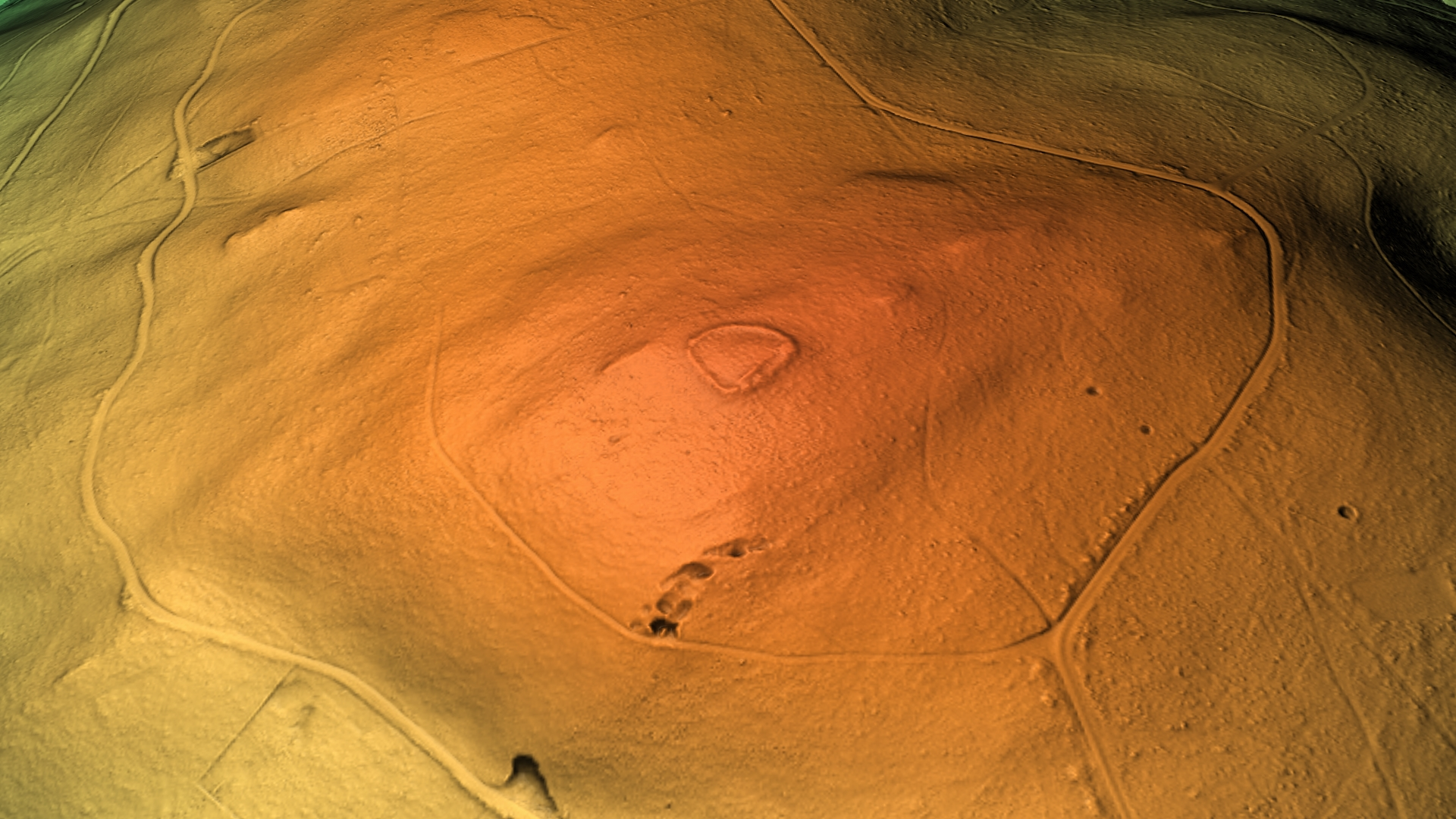
Digitales Reliefbild des Geländes auf dem Kuhardt

Der Wall weist eine annähernd runde Form mit einem Durchmesser von etwa 40 Metern auf. Er ist im Gelände nur noch schwach wahrnehmbar, da er weitgehend verflacht ist. Ein Graben ist nicht mehr zu erkennen. Auf Basis der Menge von Mauerwerk, das sich im Bereich der Anlage befindet, ist davon auszugehen, dass sich hier Steinaufbauten befanden. Die zeitliche Zuordnung des Walls ist unklar.
Im Osten der Anlage wurde auf dem Wall ein Flakscheinwerfer errichtet. Diese Installation ist dem Führerhauptquartier Adlerhorst und der Nutzung des Schlosses Kransberg in diesem Zusammenhang zuzuordnen. 1941 wurden die Aufbauten demontiert. Die Betonfundamente der Pfosten sind noch sichtbar.

## Denkmalschutz
Der Bereich der Wallanlage ist ein Bodendenkmal nach dem Hessischen Denkmalschutzgesetz. Nachforschungen und gezieltes Sammeln von Funden sind genehmigungspflichtig, Zufallsfunde an die Denkmalbehörden zu melden.